# George Morren
Pour les articles homonymes, voir Morren.
George (ou Georges) Morren (né à Ekeren le 27 juillet 1868 et mort à Bruxelles le 21 novembre 1941) est un peintre impressionniste dans la lignée de l'Art nouveau belge.

## Biographie
Fils d'un riche négociant en céréales à Anvers il se forme à l'académie d'Anvers.
Le peintre Émile Claus (1849-1924) lui sert de précepteur artistique et lui enseigne les rudiments de la peinture luministe.
Début février 1892, il est à Paris, où Claus lui conseille de voir des expositions particulières et regarder Monet. Mais il s'intéresse alors aux néo-impressionnistes et fréquente également les ateliers de F. Roll, Eugène Carrière et Puvis de Chavannes.
Lors de l'inauguration de la neuvième exposition des XX en 1892, où il peut voir les œuvres de Georges Seurat, il fait la connaissance Paul Signac. Membre fondateur de l'Association pour l'Art, il leur envoie ses premières œuvres pointillistes en mai suivant. Il attire alors l'attention de la critique car il est à l'époque le seul anversois avec Henry Van de Velde à avoir adopté cette technique. Il présente encore deux toiles au Salon des indépendants de 1893 avant d'abandonner cette touche.
Il est membre également de Eenigen et en 1904, il est fondateur du cercle Vie et Lumière. En 1905, il devient membre du cercle anversois L'Art Contemporain (Kunst van Heden).
En 1910, il s'installe à Saint-Germain-en-Laye et fait de fréquents séjours dans le Midi.
Il expose régulièrement à La Libre Esthétique.
En 1926, la galerie Giroux lui consacre une grande rétrospective, ainsi que le palais des beaux-arts de Bruxelles en 1931 et 1942.

## Œuvre
Au début des années 1890, il pratique une stricte technique pointilliste, mais s'en éloigne rapidement pour adopter un impressionnisme très libre, proche de Renoir, fait d'une touche légère, sans empâtements.
Il crée également des bijoux, des céramiques, des décors de salle de bain dans le style Art Nouveau.
Dans sa peinture, il a une prédilection pour les thèmes intimistes : figures de femmes saisies dans leur intimité ou dans des jardins ensoleillés.
- Dimanche après-midi, 1892, huile sur toile, 51 × 75 cm, Musée d'Art d'Indianapolis[3]
- La Teinture des vêtements, 1894, huile sur toile, Musée national des Beaux-Arts, Rio de Janeiro[4]
- Jeune fille à la Toilette, 1903, huile sur toile, 91 × 78 cm, Musées royaux des Beaux-Arts de Belgique[5]
- Renoncules dans un vase, 1907, huile sur toile, 45 × 37 cm, Collection privée, Vente 2009[6].

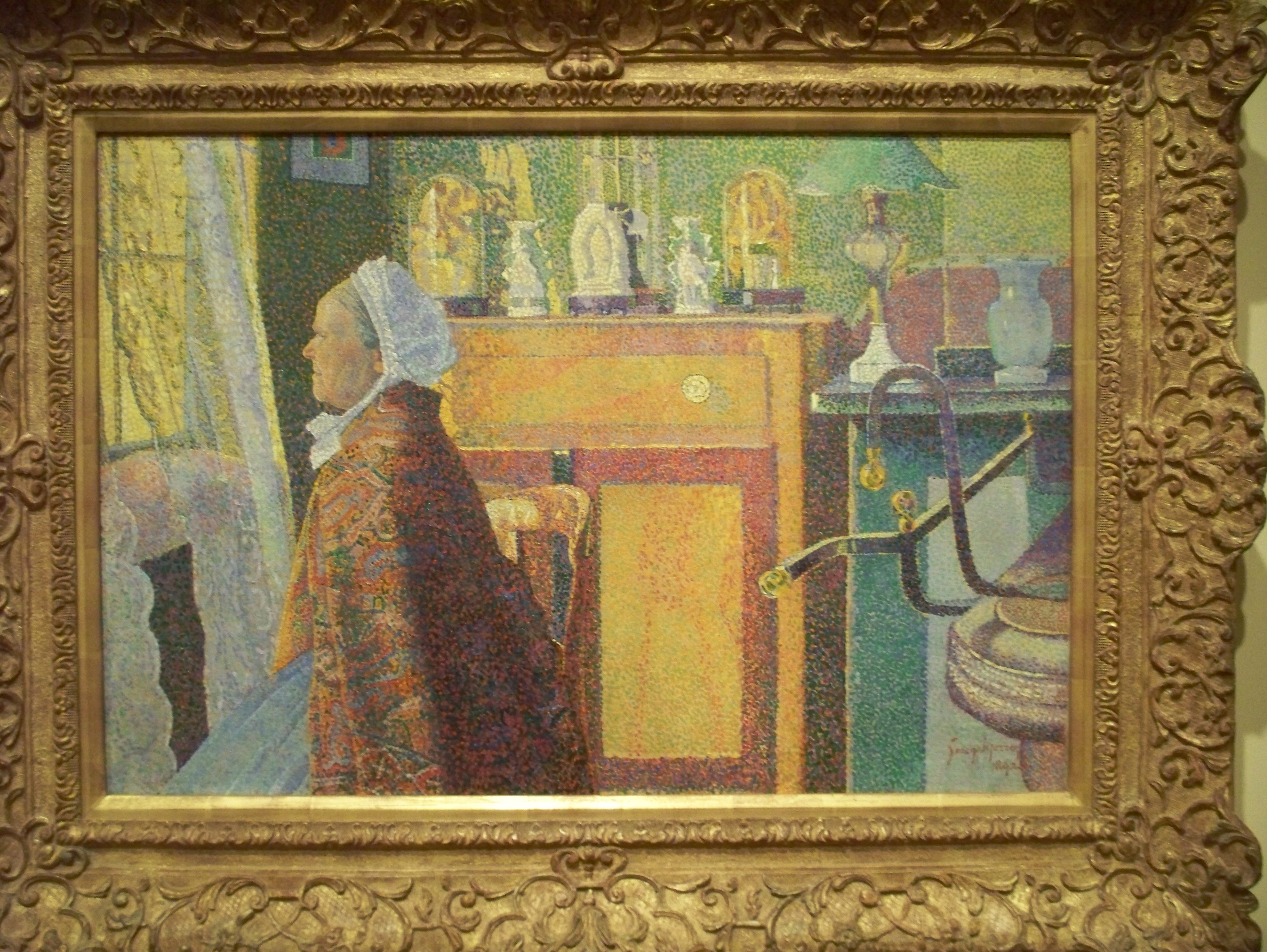
Dimanche après-midi, 1892, huile sur toile, 51 × 75 cm, Musée d'Art d'Indianapolis
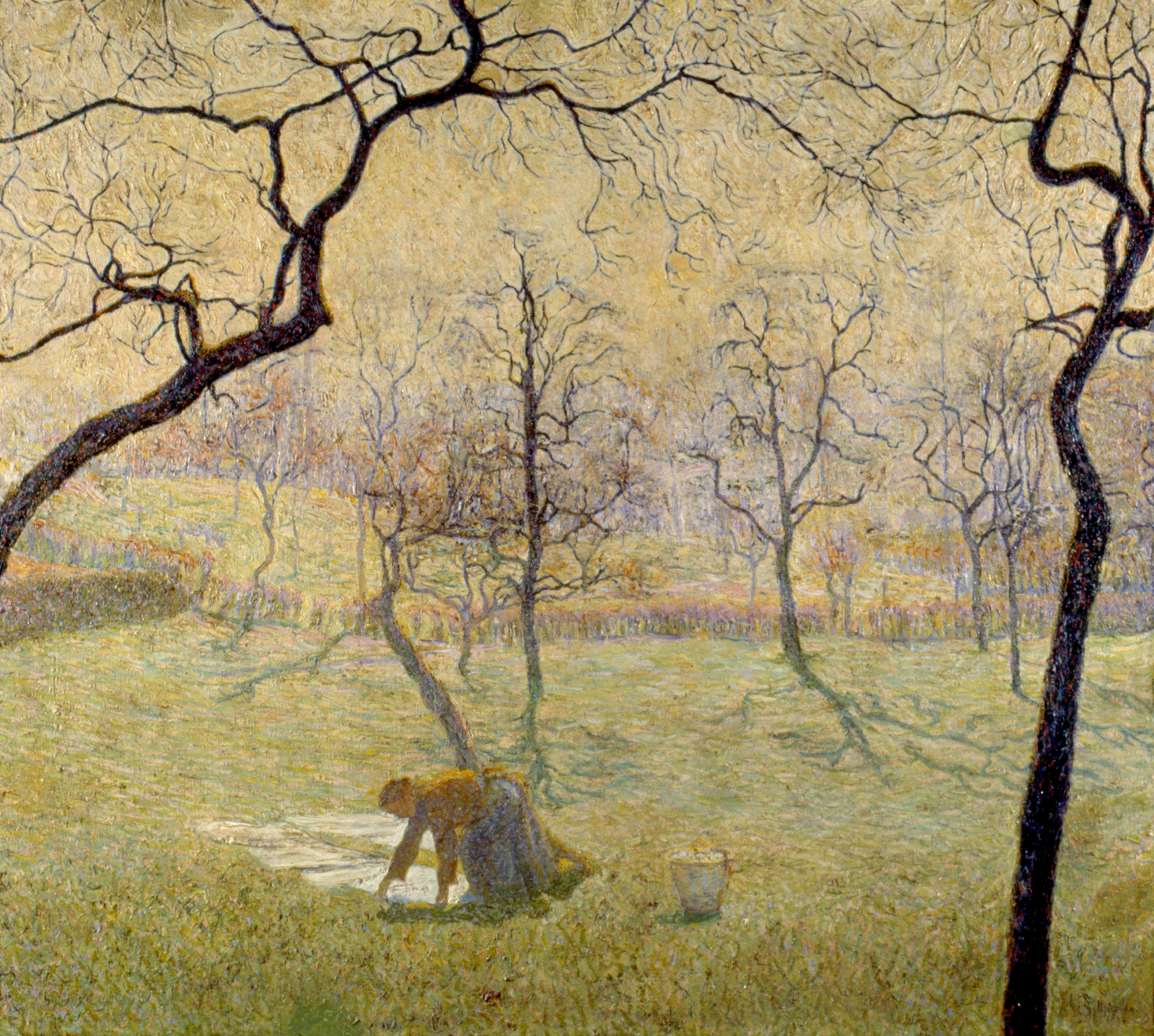
La Teinture des vêtements, 1894 Musée national des Beaux-Arts, Rio de Janeiro
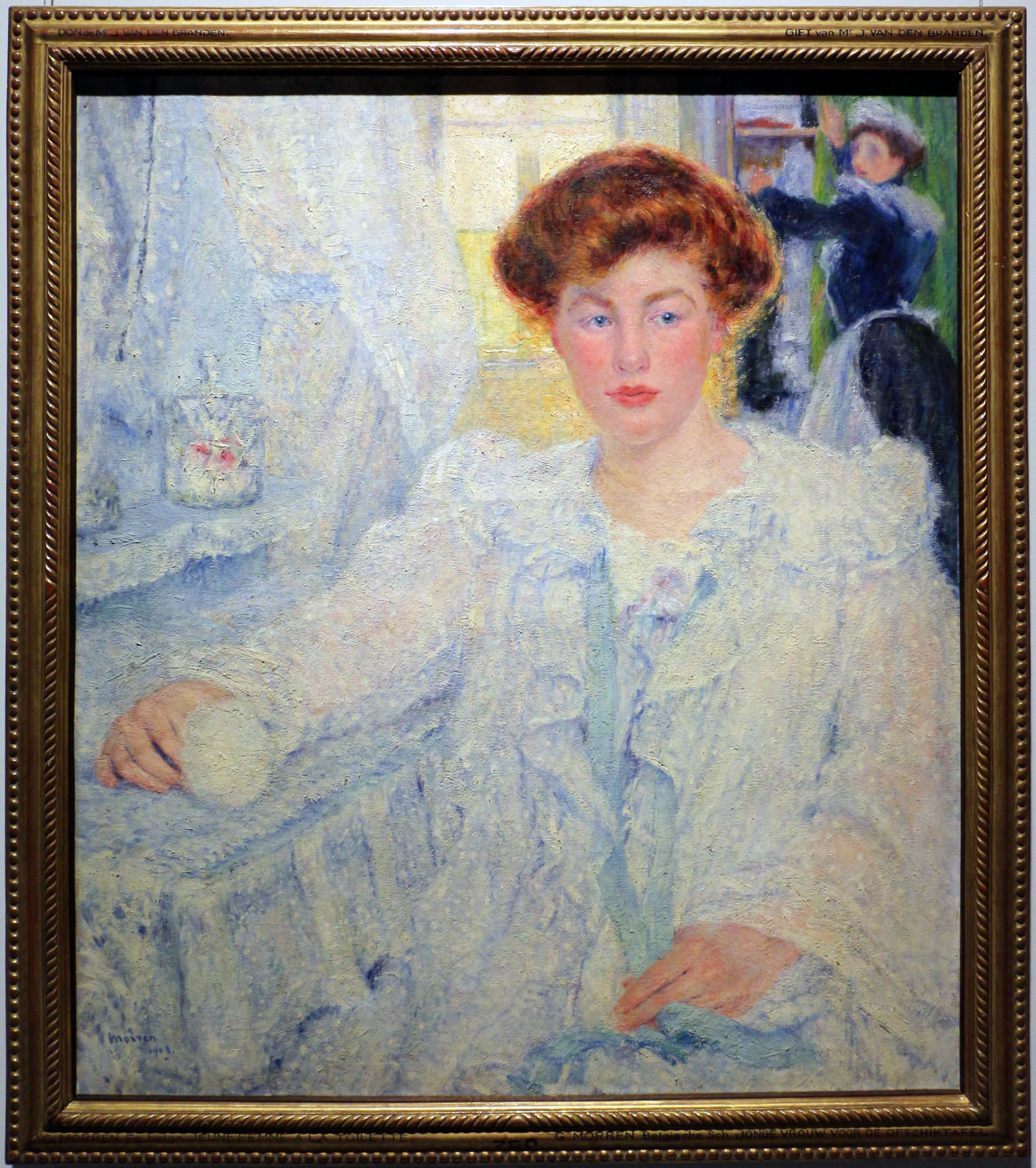
Jeune fille à la Toilette, 1903 Musées royaux des Beaux-Arts de Belgique
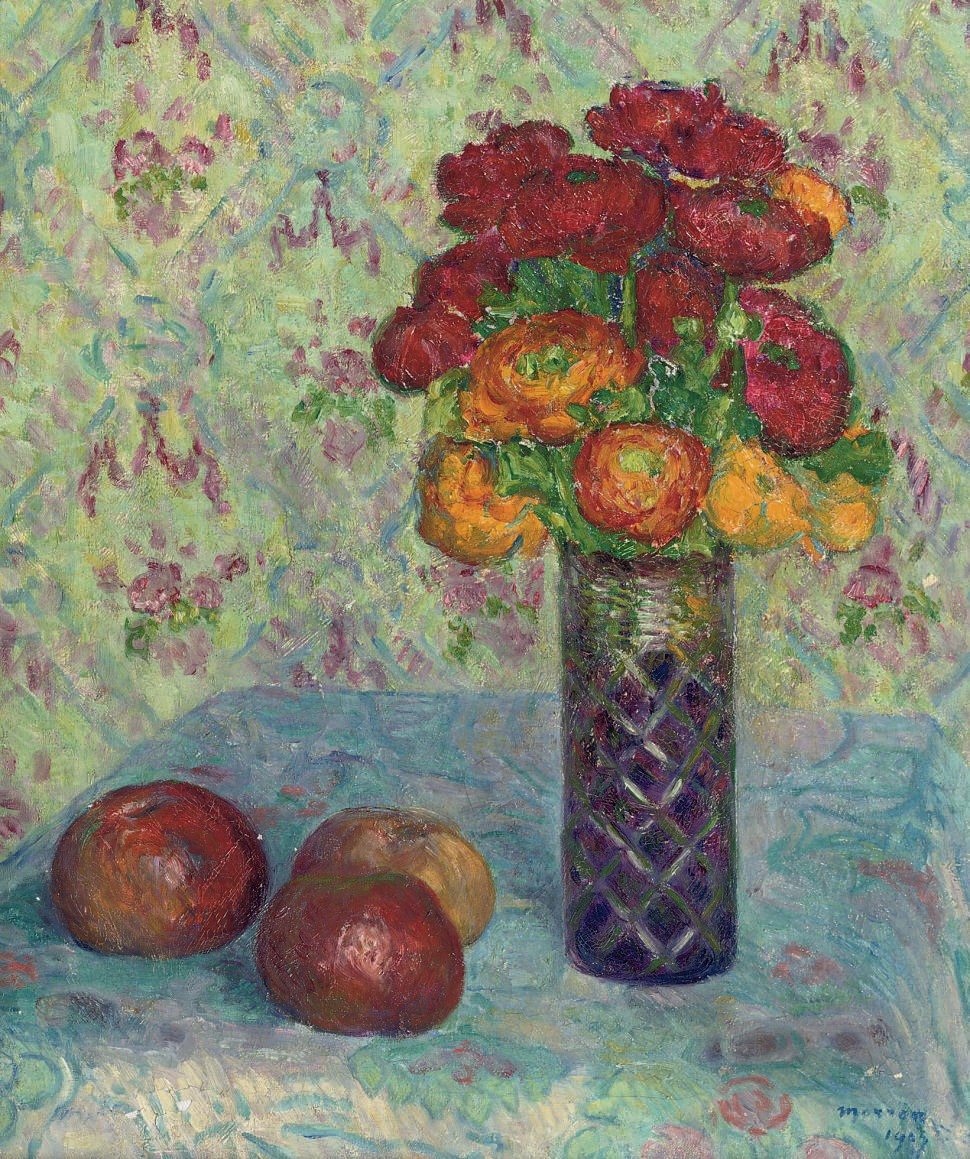
Renoncules dans un vase, 1907 Collection privée